# 101年のお楽しみ
『101年のお楽しみ』（101ねんのおたのしみ、101 Years' Entertainment ）は、1941年に発表されたエラリー・クイーンの編による推理小説アンソロジーである。

## 内容
1841-1941年 の名探偵・女探偵・怪盗・犯罪ものに分類された短編傑作集である。

## 収録作品
- 序文[2]
  - エドガー・アラン・ポー 「盗まれた手紙」[3]
  - アーサー・コナン・ドイル 「推理の科学」[4]
  - アーサー・モリスン 「レントン館盗難事件」
  - M・P・シール 「S・S」 - プリンス・ザレスキーもの。
  - バロネス・オルツィ 「ダブリン事件」
  - ジャック・フットレル 「十三号独房の問題」
  - ロバート・バー 「放心家組合」
  - モーリス・ルブラン 「赤い絹の肩かけ」
  - オースティン・フリーマン 「文字合わせ錠」
  - ギルバート・キース・チェスタトン  「秘密の庭」[5]
  - サミュエル・ホプキンズ・アダムズ 「The Man Who Spoke Latin」
  - メルヴィル・デイヴィスン・ポースト 「ズームドルフ事件」
  - E・C・ベントリー 「好打」
  - アーネスト・ブラマ  「ブルックベンド荘の悲劇（真夜中の悲劇）」
  - フランク・フォーレスト＆ジョージ・ディルノット 「The Pink Edge」
  - H・C・ベイリー 「豪華な晩餐（長いメニュー）」[6] - レジナルド・フォーチュンもの。
  - アガサ・クリスティー 「チェスの問題」（『ビッグ4』 より）
  - G・D・H＆M・I・コール（コール夫妻） 「窓のふくろう（電話室にて）」
  - ドロシー・セイヤーズ「二人のピーター卿」
  - アントニー・ウィン 「キプロスの蜂」
  - ロナルド・ノックス 「密室の行者」
  - アントニー・バークリー 「偶然の審判」
  - マージェリー・アリンガム「ボーダー・ライン事件」
  - ロード・ダンセイニ 「二壜のソース」
  - ダシール・ハメット  「スペードという男」
  - T・S・ストリブリング 「チン・リーの復活」[7]
  - エラリー・クイーン 「奇妙なお茶会の冒険」
  - カーター・ディクスン 「見知らぬ部屋の犯罪」
- 偉大な女探偵たち
  - エドガー・ジェプスン＆ロバート・ユースタス 「茶の葉」
  - ヴィオラ・ブラザーズ・ショア 「マッケンジー事件」
  - ミニヨン・G・エバハート 「スザン・デア紹介」
- 偉大なユーモア探偵小説
  - メアリー・ロバーツ・ラインハート 「The Treasure Hunt」
  - アガサ・クリスティー 「婦人失踪事件」 - トミーとタペンスもの。
  - オクタヴァス・ロイ・コーエン 「The Mystery of the Missing Wash」
- 偉大な泥棒たち
  - E・W・ホーナング  「犯罪学者クラブ」
  - モーリス・ルブラン 「獄中のアルセーヌ・ルパン」[8]
  - フレデリック・アーヴィング・アンダースン 「目隠し遊び」[9]
  - エドガー・ウォーレス 「盗まれた名画」
  - レスリー・チャータリス 「パリのセイント」[10]
- 偉大な犯罪小説
  - A・E・W・メイスン 「ある男と置時計」
  - リチャード・エドワード・コンル 「世にも危険なゲーム」
  - ヴィンセント・スターレット 「11人目の陪審員」
  - アガサ・クリスティー 「夜鶯荘（ナイチンゲール荘）」 - クリスティーには珍しいサスペンスの傑作。
  - アーヴィン・S・コッブ 「信・望・愛」
  - トマス・バーク 「オッターモール氏の手」
  - F・テニスン・ジェシー 「Treasure Trove」
  - ドロシイ・L・セイヤーズ 「疑惑」
  - ヒュー・ウォルポール 「銀の仮面」 - 「バッド・エンド」のいわゆる「奇妙な味」作品。
  - パール・バック 「身代金」
- 探偵小説に終止符を打つ探偵小説
  - ベン・レイ・レドマン 「完全犯罪」

## 日本語訳
- 1冊もしくは分冊で発行されたことはないが、ほとんどの短編は早川書房『名探偵登場』と東京創元社『世界短編傑作集』でカバーできる[11]。